# Melocactus

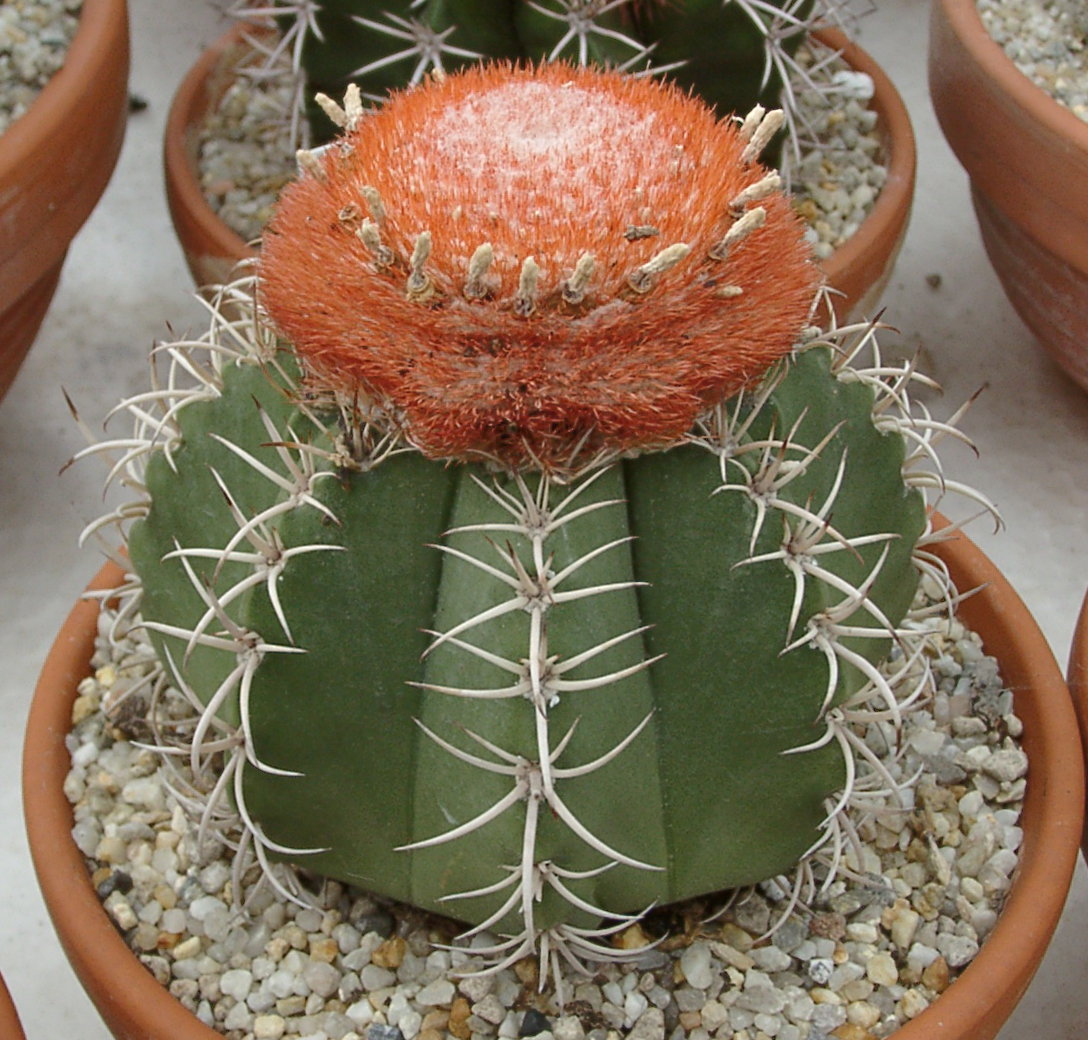
Melocactus matanzanus

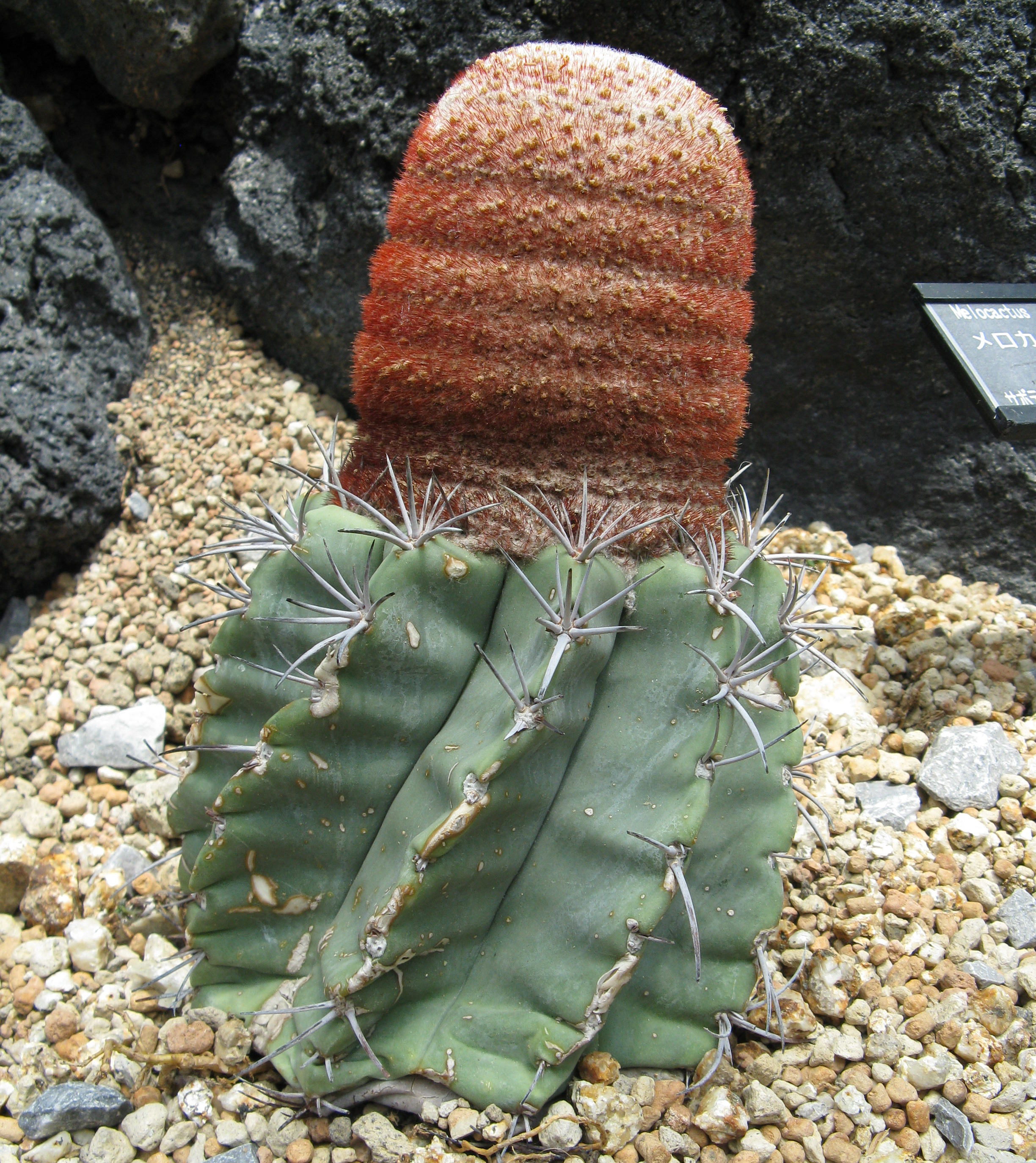
Melocactus glaucescens

Melocactus Link & Otto – rodzaj sukulentów z rodziny kaktusowatych (Cactaceae). Gatunki z tego rodzaju występują na Karaibach, w północnej części Ameryki Południowej, w Peru i północno-wschodniej Brazylii.

## Morfologia
Kaktusy o kulistym pokroju i wysokości u niektórych gatunków rzadko tylko przekraczającej 1 m. Są przeważnie zielone, mają silnie wypukłe żebra i zakrzywione ciernie. Charakterystyczną cechą jest występowanie u wszystkich gatunków na wierzchołku pędu ciernistego dysku zwanego cefalium. Jest on zwykle mięsisty. Kwiaty rurkowate, drobne, koloru białego, różowego lub czerwonego. Owoc mięsisty, różowy.

## Systematyka
Synonimy
Cactus Britton & Rose, Echinocactus Fabr.
Pozycja systematyczna według APweb (aktualizowany system APG III z 2009)
Należy do rodziny kaktusowatych (Cactaceae) Juss., która jest jednym z kladów w obrębie rzędu goździkowców (Caryophyllales) i klasy roślin okrytonasiennych. W obrębie kaktusowatych należy do plemienia Cereae, podrodziny Cactoideae.
Pozycja w systemie Reveala (1993-1999)
Gromada okrytonasienne (Magnoliophyta Cronquist), podgromada Magnoliophytina Frohne & U. Jensen ex Reveal, klasa Rosopsida Batsch, podklasa goździkowe (Caryophyllidae Takht.), nadrząd Caryophyllanae Takht., rząd goździkowce (Caryophyllales Perleb), podrząd Cactineae Bessey in C.K. Adams, rodzina kaktusowate (Cactaceae Juss.), rodzaj Melocactus Link & Otto.
Gatunki
- Melocactus andinus
- Melocactus azureus Buining & Brederoo
- Melocactus bahiensis (Britton & Rose) Luetzelb.
- Melocactus bellavistensis Rauh & Backeb.
- Melocactus braunii Esteves
- Melocactus broadwayi (Britton & Rose) A. Berger
- Melocactus caroli-linnaei N.P. Taylor
- Melocactus concinnus Buining & Brederoo
- Melocactus coronatus (Lam.) Backeb.
- Melocactus curvispinus Pfeiff.
- Melocactus deinacanthus Buining & Brederoo
- Melocactus ernestii Vaupel
- Melocactus estevesii P.J.Braun
- Melocactus glaucescens Buining & Brederoo
- Melocactus harlowii (Britton & Rose) Vaupel
- Melocactus intortus (Mill.) Urb.
- Melocactus lanssensianus P.J.Braun
- Melocactus lemairei (Monv. ex Lem.) Miq. ex Lem.
- Melocactus levitestatus Buining & Brederoo
- Melocactus macracanthos (Salm-Dyck) Link & Otto
- Melocactus matanzanus León
- Melocactus mazelianus Ríha
- Melocactus neryi K.Schum.
- Melocactus oreas Miq.
- Melocactus peruvianus Vaupel
- Melocactus schatzlii H.Till & R.Gruber
- Melocactus smithii (Alexander) Buining ex G.D. Rowley
- Melocactus violaceus Pfeiff.
- Melocactus zehntneri (Britton & Rose) Luetzelb.

## Zagrożenia
Siedem gatunków zostało uznanych za zagrożone wyginięciem i umieszczonych w Czerwonej księdze gatunków zagrożonych. Trzy spośród nich są krytycznie zagrożone (kategoria zagrożenia CR): Melocactus conoideus, M. deinacanthus, M. glaucescens. Liczebność ich populacji maleje, głównie z powodu utraty siedlisk oraz pozyskiwania okazów i nasion do celów hodowlanych.